# Dichotella
Dichotella is een geslacht van neteldieren uit de klasse van de Anthozoa (bloemdieren).

## Soort
- Dichotella gemmacea (Milne Edwards & Haime, 1857)